# Dowód (matematyka)
Dowód – wykazanie, że pewne zdanie jest prawdziwe. Dowód należy odróżnić od empirycznego lub heurystycznego rozumowania. Każdy krok dowodu musi jasno wynikać z poprzednich lub być przyjętym aksjomatem; rozumowanie niespełniające tego warunku nie jest dowodem. Ostatni krok dowodu to udowodnione zdanie, które w ten sposób staje się twierdzeniem danej teorii. Zwyczajowo koniec dowodu oznacza się skrótem q.e.d. (quod erat demonstrandum), c.n.d. (co należało dowieść), c.b.d.o. (co było do okazania) lub podobnym.

## Metody dowodu
O ile nie istnieje żaden wyczerpujący podział dowodów, można wyróżnić niektóre metody używane w dowodach:
- Dowód wprost polegający na przyjęciu założeń i bezpośrednim wykazaniu tezy. Przykład: udowodnimy, że suma dwóch liczb parzystych jest liczbą parzystą. Wiemy, że liczby parzyste to takie, które można zapisać w postaci {\displaystyle 2k,} gdzie {\displaystyle k} jest całkowite; suma dwóch liczb parzystych wynosi {\displaystyle 2k+2l=2(k+l),} co jest również liczbą parzystą, c.n.d.
- Dowód nie wprost (dowód apagogiczny) polegający na przyjęciu, że twierdzenie jest fałszywe i wykazaniu, że dochodzi się do niedorzeczności. Przykładem może być dowód niewymierności pierwiastka z dwóch: załóżmy, że {\displaystyle {\sqrt {2}}} jest liczbą wymierną, jednak to założenie prowadzi do sprzeczności.
- Dowód kombinatoryczny to specyficzny rodzaj dowodu używany przy tożsamościach kombinatorycznych, zwykle polegający na policzeniu możliwości ustawień na dwa sposoby. Przykład: Udowodnimy, że dla {\displaystyle n,k\geqslant 1} zachodzi {\displaystyle {\tbinom {n}{k}}={\tbinom {n-1}{k}}+{\tbinom {n-1}{k-1}}.} Wyobraźmy sobie, że mamy wybrać {\displaystyle k} spośród {\displaystyle n} osób. Możemy to zrobić na {\displaystyle {\tbinom {n}{k}}} sposobów. Możemy wyróżnić jedną z osób, nazwijmy ją X. Jeżeli wybierzemy X-a, to pozostanie nam {\displaystyle {\tbinom {n-1}{k-1}}} sposobów na wybranie pozostałych osób. Jeżeli nie wybierzemy X-a, to pozostanie nam {\displaystyle {\tbinom {n-1}{k}}} sposobów. Te możliwości są wyczerpujące i rozłączne; zatem {\displaystyle {\tbinom {n}{k}}={\tbinom {n-1}{k}}+{\tbinom {n-1}{k-1}}.}

Geometryczny dowód twierdzenia Pitagorasa

- Dowód geometryczny polega na wykorzystaniu metod geometrii, takich jak przystawanie i podobieństwo figur. Dowody geometryczne mogą być wykorzystywane również poza geometrią (patrz geometryczny dowód niewymierności pierwiastka z 2)
- Dowód indukcyjny to dowód wykorzystujący zasadę indukcji matematycznej.
- Metoda przekątniowa to rodzaj rozumowania używany w dowodach, że nie istnieje pewien obiekt. Przykłady twierdzeń, które można udowodnić w ten sposób: zbiór liczb rzeczywistych nie jest przeliczalny, twierdzenie Cantora, nierozwiązywalność problemu stopu.
- Użycie wspomagania komputerowego, np. dowód twierdzenia o czterech barwach. Takie dowody wzbudzają kontrowersje, gdyż niemożliwe jest zweryfikowanie ich przez człowieka. Innym przykładem użycia komputerów jest rozproszony projekt Seventeen or Bust sprawdzający potencjalnych kandydatów na liczby Sierpińskiego.
- Dowód niezależności to dowód, że pewnego zdania nie można udowodnić. Przykładem jest dowód niezależności hipotezy continuum, wykorzystujący forsing.
- Dowód konstruktywny to dowód polegający na znalezieniu pewnego obiektu spełniającego wymagane założenia. Przykład: aby udowodnić, że wielomian {\displaystyle x^{3}-8} ma pierwiastek rzeczywisty, wystarczy zauważyć, że jest nim liczba 2. Aby udowodnić, że każdy graf spójny zawierający co najwyżej dwa wierzchołki stopnia nieparzystego ma drogę Eulera, można podać algorytm znajdujący ją.
- Dowód niekonstruktywny to dowód polegający na wykazaniu, że istnieje obiekt spełniający założenia, jednak bez konstrukcji. Przykład: aby udowodnić, że wielomian {\displaystyle x^{3}-8} ma pierwiastek rzeczywisty, zauważmy, że przyjmuje on wartość ujemną dla {\displaystyle x=0} i dodatnią dla {\displaystyle x=100.} Ponieważ {\displaystyle y=x^{3}-8} jest funkcją ciągłą, z twierdzenia Cauchy’ego wynika, że wielomian ma miejsce zerowe w przedziale {\displaystyle (0,100).} Innym przykładem jest wykorzystanie zasady szufladkowej Dirichleta.
- Dowód nieefektywny to dowód wykorzystujący aksjomat wyboru.

W złożonych, wielostopniowych dowodach wykorzystuje się twierdzenia pomocnicze, tzw. lematy.

## Rola dowodu matematycznego
Dowód matematyczny może przyjmować następujące role:
1. rola weryfikacyjna (pozwala stwierdzić poprawność hipotezy)[1];
2. rola wyjaśniająca (pozwala znaleźć powód dla którego dane twierdzenie jest prawdziwe)[1];
3. rola wyjaśniająca (pozwala uzyskać społeczną aprobatę)[1];
4. rola systemacyzacyjna (pozwala uporządkować różne wyniki zgodnie z systemem głównych pojęć i twierdzeń)[1];
5. rola komunikacyjna (pozwala przekazywać innym gotowe wyniki i obserwacje)[1];
6. rola estetyczna (pozwala dane rozumowanie zapisać w sposób elegancki i klarowny)[1];
7. rola satysfakcjonująca (pozwala odczuć satysfakcję, radość, dumę i uczucie odniesienia sukcesu po skutecznym przeprowadzeniu dowodu)[1];
8. rola transferowa (pozwala zachować techniki dowodowe, które mogą okazać się przydatne w dowodzeniu lub zrozumieniu innych twierdzeń)[1].

## Dowód formalny
W teorii sformalizowanej dowód przyjmuje ścisłą formę tak zwanego dowodu formalnego, który jest skończonym ciągiem wyrażeń {\displaystyle p_{1},\,p_{2},\dots ,\,p_{n}} ustalonego języka sformalizowanego, takim że dla każdego {\displaystyle i=1,\dots ,n:p_{i}} jest aksjomatem lub {\displaystyle p_{i}} jest wnioskiem z przesłanek {\displaystyle p_{j},p_{k}} (gdzie {\displaystyle j,k<i}) wyprowadzonym przez zastosowanie przyjętej reguły dedukcyjnej.
Jeżeli dany ciąg {\displaystyle p_{1},p_{2},\dots ,p_{n}} jest dowodem formalnym przy zbiorze aksjomatów {\displaystyle A,} to mówi się, że jest to dowód formalny dla {\displaystyle p_{n}} z {\displaystyle A} oraz że {\displaystyle p_{n}} da się dowieść z {\displaystyle A.}
Dowodem formuły {\displaystyle A,} w oparciu o zbiór formuł {\displaystyle X} nazywamy każdy skończony ciąg formuł {\displaystyle D_{1},D_{2},D_{3},\dots ,D_{n}} taki, że {\displaystyle D_{n}=A} (czyli ostatnia formuła w tym ciągu jest identyczna z formułą dowodzoną) oraz dla każdego wskaźnika {\displaystyle k<} {\displaystyle n} spełniony jest przynajmniej jeden z następujących warunków:
- {\displaystyle D_{k}\in }{\displaystyle X} (czyli formuła {\displaystyle D_{k}} może być wzięta ze zbioru, w oparciu o który dowód jest prowadzony);
- istnieją: wskaźnik {\displaystyle j<} {\displaystyle k}, formuła {\displaystyle B} oraz wskaźnik {\displaystyle i} takie, że {\displaystyle D_{k}=S(B,p_{i},D_{j})} (czyli {\displaystyle D_{k}} powstaje z pewnej wcześniejszej formuły {\displaystyle D_{j}} przez zastosowanie reguły podstawiania);
- istnieją takie {\displaystyle i,j}, że {\displaystyle i<k,j<k} oraz {\displaystyle D_{j}=\ulcorner D_{i}\to D_{k}\urcorner } (czyli {\displaystyle D_{k}} podstaje z pewnych wcześniejszych formuł {\displaystyle D_{i}} oraz {\displaystyle D_{j}} przez zastosowanie reguły odrywania reguły odrywania)